# 李子柒
李子柒（1990年7月6日—），原名李佳佳，女，四川绵阳人，中国大陆美食视频博主，网红，李子柒品牌创始人。2016年因以“古法风格”形式发布原创美食视频而被人熟知，被誉为“2017美食网红第一人”。除了會做美食外，還會做很多事務，網友則戲稱其為「李萬能」。
2021年2月2日，吉尼斯世界纪录宣布李子柒以1530万的YouTube订阅量刷新了“YouTube中文频道最多订阅量”的世界纪录。

## 个人经历
李子柒自小父母離異。父親早逝，李子柒成為孤兒。繼母不待見她及有凌虐事件。爺爺、奶奶看不過去，將小柒接回鄉下扶養。小柒小學五年級時，爺爺離世，奶奶一人難以維持供應其學業。14歲時即輟學，隻身一人至城區打工，經歷了長達8年的漂泊人生。在進入自媒體行業之前，她曾做過服務員（2006年－2007年）、夜店DJ（2007年－2013年）、駐唱歌手（2007年－2013年）等。
2012年，因奶奶病重，为了照顾奶奶，她回到家乡，為了賺取生活費，進而开办了淘宝網店販賣家鄉農產品。为了宣传店铺的農產品，在表弟的建議下，她接觸到了短視頻平台美拍，并于2015年开始自拍自导自演自剪輯偏向古风美食的短视频。早期，她的视频製作上相对粗糙，虽然具有创意，但是缺乏相关视觉效果。直到2016年，李子柒的作品《桃花酒》被一个短视频平台的CEO相中，推送至平台首页热门，至此受到了更多人的关注。更在作品《兰州牛肉面》上传至其YouTube频道（2017年8月22日建立）后，她的单条视频播放點擊量平均維持在500万次以上。其中“年货小零食特辑”（2019年1月31日上傳）為其最高點擊量之單條視頻（截至2022年1月25日，計1億零667萬次）。
李子柒曾自述：「大家眼中的生活技能，只是我的求生本能。以前是为了生存，现在是生活」。有部分網友覺得子柒視頻更新過慢，視頻內容裡的時間跨度也極度的偏大。但「慢」這字，對子柒來說，並不覺得是個問題，因為「春播夏长，秋收冬藏，天下万事都有其规律」。
2017年5月13日，因大量網路負評與奶奶受傷影響，李子柒後於微博網路平台上，宣布了暂时停更說明與进行修整處理。在停更以后，她开始寻找合适的摄影师合作。而後其内容团队已由當初的李子柒單人製作形態，逐漸演變為後面再增加各一名摄影师及助理的團隊组成。。
2018年8月，中国共青团中央、中央网信办联合举办第二届“中国青年好网民”优秀故事征集活动，李子柒入选，并被活动方评价“以中华美食文化为主线，结合时令节气、民俗节日等，将厚重的传统文化与新媒体形式结合，生动地传承了中华优秀文化”。8月1日，担任成都非物质文化遗产推广大使。2019年8月6日，李子柒在B站播放量最高的一期视频《听说爱吃螺蛳粉的朋友，都很可爱阿！》正式推出，在全网各大平台都拥有极高的播放量。
2019年9月24日，李子柒的作品《文房四宝之“墨”》获得了人民日报“我与中国”全球短视频大赛二等奖和最佳人气奖。12月14日，榮獲2019年「年度文化傳播人物」獎。12月23日，受邀担任中国农村青年致富带头人推广大使。
2020年5月，李子柒成为首个突破1000万訂閱的中文YouTuber。这一成就僅用2年4個月便達到，为历史第3快。
2020年8月，李子柒当选为第十三届全国青联委员。

## 作品
李子柒上传的视频主要分为古香古食和古香古色两部分。前者主要是以传统烹饪方法制作美食的过程分享，后者则主要是以传统手法制作胭脂、染衣制衣、文房四宝等过程展示。她的影片不以教學為主要目的，時間跨度较大，并有许多展現中国大陸鄉村自然风光的鏡頭。她本人则在影片中穿著漢服，在田野或農屋裏勞作。

## 成就与荣誉
- 新浪微博认证李子柒为「2020十大影响力美食大V」和「2020年度微博百大视频号」[20]
- 2017年6月，新浪微博超级红人节颁发给李子柒「十大美食红人奖」[21]
- 2018年1月，李子柒YouTube订阅突破10万，获得YouTube「白银创作者奖牌」[22]
- 2018年10月，李子柒YouTube订阅达到100万，获得YouTube「烁金创作者奖牌」[22]
- 2019年8月，李子柒成为成都首位非遗推广大使[14]
- 2019年8月，新浪微博超级红人节颁发给李子柒「年度最具商业价值红人奖」和「最具人气博主奖」[23][24]
- 2019年9月24日，李子柒的作品《文房四宝之“墨”》获得了人民日报“我与中国”全球短视频大赛「二等奖」和「最佳人气奖」[25]
- 2019《中国新闻周刊》主办的“年度影响力人物”荣誉盛典颁发给李子柒「年度文化传播人物奖」[26]
- 2020年1月1日《中国妇女报》将李子柒评为「2019十大女性人物」[27]
- 2020年4月，李子柒成为YouTube平台首个粉丝破1000万的中文创作者[22]
- 2020，新浪微博超级红人节颁发给李子柒「年度最具商业价值红人奖」
- 2020年12月，李子柒入选《2020中国品牌人物500强》，位列第118位[28]
- 2021年2月2日，李子柒以1410万的YouTube订阅量创下YouTube中文频道最多订阅量，荣获吉尼斯纪录[29]。

## 爭議
中國共青團在新浪微博就李子柒在某"境外視頻平台"的關注量多而加以讚揚，但引發了網民的嘲諷，因中國大陸封鎖了YouTube，網民需通過突破網路審查進行瀏覽，但是李子柒卻可以在YouTube上發視頻，因此網民認為李子柒在YouTube發視頻屬於違法行為，也有人認為這是服務於中共大外宣的需要而被默認允許發視頻。

## 影响

### 被抄袭风波
自2018年李子柒走红以来，一些博主在没有注明来源的情况下，将其影片搬运至个人账号，并打上其他语言字幕，导致不少外国网友误以为李子柒来自字幕语言对应国家。另有一位越南YouTuber上传至YouTube上的视频与李子柒高度雷同，除了模仿妆容、服饰、发型外，该博主甚至还原封不动照搬了李子柒影片中的奶奶、小狗等温情元素。这些行为引发世界各地网民声讨。2019年3月6日，因應近期其youtube視頻作品遭國外網友未经授权進行搬運改編，李子柒正式在youtube頻道发布官方聲明。声明称：「大家好，我是李子柒，我是中国人」，「該頻道為我在Youtube的唯一官方頻道，感謝大家一直以來的支持和喜愛」。

### 推动旅游业发展
2020年是农历鼠年前，中國大陆陸續流行起「城裡人」下鄉體驗「李子柒式」的乡村生活。据中國东南网与臺灣东森新媒体引述攜程資料顯示，春節前夕，通過攜程APP預訂「李子柒式」鄉村過年跟團遊的人數增長280%，“年味”浓的地方是春节旅行的游客的目的地，越是缺少“年味”的区域，居民出游找“年味”的就越多。

### 泡菜风波
2021年1月9日，李子柒在其YouTube账号中发布了视频《一生系列产品的最后一个视频——萝卜的一生》，介绍了中国人在冬天的习俗，包括腌制腊肉、萝卜条、白菜等。
大量韓國网民表示不滿，認為李子柒是在剽竊他們的文化，并在评论区刷屏；韓國媒體MBC認為李子柒影片裡泡菜的製作方式並不是中式泡菜的作法，而是韓式泡菜的作法，引起了「文化争论」。
韩国网民的指责也引起了中國大陸网友的回击，中国网友表示「泡菜本就是中国的传统食物」，并指出韩国网友因「李子柒制作泡菜时没有使用冰箱」而武断认为李子柒所制作的并非中式泡菜等言论「思路清奇」。
亦有來自外國的網民稱讚該影片相比以往，在視覺上更為驚艷，大讚李子柒及攝影師很有才華。
據北晚新视觉引述《四川经济日报》報導，泡菜起緣於3100年前的泡菜雛形「鹽漬菜」，後來四川眉山成為「中國泡菜之鄉」。
《环球网》《中国新闻网》等媒体在跟踪报道中指出韩国申请非遗的并非「韩国泡菜」本身，而是「腌制越冬泡菜文化」；通过分析《芝峰类说》《中国食料史》等典籍详细论证了「传统韩国泡菜」并非如今的「辣白菜」，同时科普了中国「保藏蔬菜的腌藏法」自先秦至今的历史，阐述了中国泡菜和韩国泡菜的区别与关系。
2021年1月20日，有记者就此事在中国外交部例行记者会上提问，发言人华春莹表示自己不是食品方面的专家，同时表示泡菜并非仅存在于少数国家和地区，支持「有益友好的交流，但不应带入偏见，以免引发对立，影响感情」。
除此之外，李子柒做柿饼的视频也引来了韩国网民留言区洗版。

### 停更风波及后续事件
2021年7月14日，李子柒在更新完视频《柴米油盐酱醋茶》后，再无任何新作品。停更风波发生后的9月13日，其助理发布微博称，李子柒最近在整理公司与第三方公司的问题。8月30日，李子柒前往公安局报案的照片亦在网络上流传。李子柒还在评论中回复网民：“资本真的是好手段”（该评论后已删除）。有舆论认为李子柒断更的原因指向资本。
2021年10月22日，李子柒接受CCTV-4《鲁健访谈》的专访。专访中，李子柒表示除了继续做好非遗文化的传承和传播，她对未来的规划还包括：乡村振兴、共同富裕，创造可复制、可传播、可循环、可推广的试点，真正为老百姓增收，做好青少年的引导工作，通过短视频给孩子分享一些正能量作品。
2021年11月27日，李子柒以嘉宾身份受邀出席在广州南沙举行的2021亚洲青年领袖论坛，接受媒体访问时，她谈及了引起她关注青少年引导工作的缘由，也揭秘了“一物一生”系列视频创作背后的故事。当被问及如何创作出优质短视频时，她表示，做好内容除了需要持续不断的投入以外，还需要热爱。
2022年4月30日下午，李子柒微博发布声明称，受李子柒等委托人委托，国度（成都）律师事务所发现，近期有网络账号在抖音、微博、今日头条、小红书、快手等网络平台发布“从此再无李子柒，只有……”“李子柒被迫改名”等虚假信息和不实言论，还出现大量假冒李子柒的账号，擅自盗用李子柒的照片做头像，使用“李子柒”商标、图片以及视频等企图混淆视听、误导大众的违法行为，严重侵害李子柒的姓名权、肖像权、名誉权等人格权益和相关作品的著作权，还存在利用“水军”大规模造势意图带偏网络舆论之嫌疑。声明提出使用其肖像及姓名或使用其拍摄创造的视频、图片等作品的行为均应当取得权利人的授权或许可；各类网络平台上恶意发布虚假信息的网络用户须删除相关视频文章；未经许可使用李子柒姓名作为账号名称，并盗用李子柒照片作为头像的网络用户立即更改账号名称并更换头像，并将根据委托内容，择机采取包括司法诉讼、向主管部门投诉举报等措施在内的一切合法方式追究违法者的法律责任。
2023年9月15日，微博开始传播李子柒最新影片，她以「中國農村青年致富帶頭人協會中國農民豐收節推廣大使」身分，傳播農耕文化。這是李子柒陷入官司风波後，首次通过公開影片露面。
2024年11月12日，李子柒发表以漆器为主题的视频，这是其停更风波后，时隔三年发表的首个作品，復出後她亦已把本名從「李佳佳」改成與藝名相同的「李子柒」。
2024年11月13日，李子柒发表题为《送给所有知道我名字的人》的视频。在视频留言区，李子柒说明这则视频是在送祝福给看到的朋友，为此唱了一首《如愿》。为唱这首歌，她做了蜀锦绒花，还为唱歌学了钢琴（她表示自己钢琴弹得不好，后期加过工）。她将绒花（寓意荣华）和蜀锦融入其中，表达锦上添花的祝福主题，最后表达自己想把美好祝福送给所有知道她名字的人。
2024年11月13日，《新华社》发布李子柒的采访视频。李子柒在接受新华社采访时透露，停更的三年里，自己有了更多的时间休息和陪伴奶奶，而最大的收获，则是走访了20多个省市，拜访了100多位非遗传承人和文化工作者。“六七年前我去拜访手艺人的时候，更多的是为了学习技术，最近这几年，我有了更多的时间去听他们的故事。”
2024年11月13日，由四川省文化和旅游厅、四川省委网信办、微博主办的“多彩非遗 共生共享”2024焕新非遗·天府之夜活动在成都举行。活动中，四川非遗宣传推广大使李子柒亮相，开启“归来”之后的线下首秀。四川省文化和旅游厅相关负责人为李子柒非遗工作站进行授牌。
2024年11月18日，《泰晤士报》发文称，李子柒在被问及停更期做了什么时，她回答称在“补觉”，并称其曾师从一位漆艺大师。
2025年1月28日，李子柒惊艳亮相央视蛇年春晚，参与了开场视觉秀《迎福》。这场春晚以16种非物质文化遗产作为开场亮点，其中北京绢花与李子柒的联袂登场，瞬间成为全场焦点。李子柒所穿的春晚服装由十余位非遗传人精心手工打造，整件长裙采用传统植物染料染色技艺，呈现出独特的自然韵味。她的服装细节更是匠心独运：右腰、肩膀及手持的三朵花分别融入了北京绢花、四川青神竹编和英山缠花工艺，展现出浓郁的地域文化特色。此外，她的发饰也别具一格，巧妙结合了螺钿和成都漆艺，整身装扮可谓非遗元素的集大成之作，彰显了中华传统文化的深厚底蕴与独特魅力。
2025年2月6日，李子柒非遗工作站官方账号发布了一部题为《发点日常小花絮》或《李子柒春晚“战袍”背后的故事》视频。视频记录了李子柒为准备春晚日常拜访非遗传承人、学习交流传统技艺的点滴，同时向观众展示了中国非物质文化遗产的独特魅力。在视频结尾，李子柒表达了她的愿景：“2025年，传统文化起飞！”。

## 外部鏈接
- 李子柒的新浪微博
- 李子柒的Facebook專頁
- 李子柒的Instagram帳戶
- 李子柒的哔哩哔哩个人空间
- YouTube上的李子柒頻道
- 李子柒的“美拍”網頁 （页面存档备份，存于）
- 李子柒的“抖音”網頁 （页面存档备份，存于）
- 李子柒的“Twitter”網頁 （页面存档备份，存于）
- 李子柒的“TIKTOK”网页 （页面存档备份，存于）
- 李子柒的自頻道“YOUKU”網頁 （页面存档备份，存于）
- 李子柒的自频道“爱奇艺”网页 （页面存档备份，存于）
- 李子柒的自频道“腾讯视频”网页 （页面存档备份，存于）
- 李子柒的自频道“土豆视频”网页 （页面存档备份，存于）
- 李子柒的自频道“搜狐”网页 （页面存档备份，存于）